# Major League Soccer (2006)
Major League Soccer w roku 2006 był jedenastym sezonem tych rozgrywek. Mistrzem MLS został debiutujący w lidze klub Houston Dynamo, natomiast wicemistrzem New England Revolution.

## Sezon zasadniczy

### Konferencja Wschodnia
| #  | Drużyna                | M  | Z  | R  | P  | Bramki | Punkty | Uwagi    |
| -- | ---------------------- | -- | -- | -- | -- | ------ | ------ | -------- |
| 1. | D.C. United            | 32 | 15 | 10 | 7  | 52:38  | 55     | Play Off |
| 2. | New England Revolution | 32 | 12 | 12 | 8  | 39:35  | 48     | Play Off |
| 3. | Chicago Fire           | 32 | 13 | 8  | 11 | 43:41  | 47     | Play Off |
| 4. | New York Red Bulls     | 32 | 9  | 12 | 11 | 41:41  | 39     | Play Off |
| 5. | Kansas City Wizards    | 32 | 10 | 8  | 14 | 43:45  | 38     |          |
| 6. | Columbus Crew          | 32 | 8  | 9  | 15 | 30:42  | 33     |          |

### Konferencja Zachodnia
| #  | Drużyna            | M  | Z  | R  | P  | Bramki | Punkty | Uwagi    |
| -- | ------------------ | -- | -- | -- | -- | ------ | ------ | -------- |
| 1. | FC Dallas          | 32 | 16 | 4  | 12 | 48:44  | 52     | Play Off |
| 2. | Houston Dynamo     | 32 | 11 | 13 | 8  | 44:40  | 46     | Play Off |
| 3. | Chivas USA         | 32 | 10 | 13 | 9  | 45:42  | 43     | Play Off |
| 4. | Colorado Rapids    | 32 | 11 | 8  | 13 | 36:49  | 41     | Play Off |
| 5. | Los Angeles Galaxy | 32 | 11 | 6  | 15 | 37:37  | 39     |          |
| 6. | Real Salt Lake     | 32 | 10 | 9  | 13 | 45:49  | 39     |          |

Aktualne na 28 marca 2018. Źródło:
Zasady ustalania kolejności: 1. liczba zdobytych punktów; 2. różnica zdobytych bramek; 3. większa liczba zdobytych bramek.

## Play off
W ćwierćfinale rozgrywano dwumecze, nie obowiązywała zasada bramek na wyjeździe. Półfinały i finał rozgrywano w formie pojedynczego meczu. Gdy rywalizacja w dwumeczu ćwierćfinałowym jak i w meczach półfinałowych lub finałowym był remis, rozgrywano dogrywkę 2 x 15 minut.

### Ćwierćfinał

#### Para nr 1
| 121 października 2006                   | New York Red Bulls                     | 0:1   | D.C. United         |                                                                                   |
|                                         |                                        | (0:0) | 77' Christian Gómez | Giants Stadium, East Rutherford, New Jersey Widzów: 8 630 Sędzia: Michael Kennedy |
| Carlos Mendes 76' · Amado Guevara 90+2' | 73' Christian Gómez · 75' Bryan Namoff | (0:0) |                     | Giants Stadium, East Rutherford, New Jersey Widzów: 8 630 Sędzia: Michael Kennedy |

| 229 października 2006 | D.C. United         | 1:1   | New York Red Bulls |                                                            |
|                       | Christian Gómez 86' | (0:0) | 70' Jozy Altidore  | RFK Stadium, Waszyngton Widzów: 21 455 Sędzia: Tim Weyland |
| Freddy Adu 73'        | 11' Seth Stammler   | (0:0) |                    | RFK Stadium, Waszyngton Widzów: 21 455 Sędzia: Tim Weyland |

Dwumecz wygrało D.C. United wynikiem 2:1.

#### Para nr 2
| 122 października 2006                | Chicago Fire                                        | 1:0   | New England Revolution |                                                                   |
|                                      | Justin Mapp 35'                                     | (0:0) |                        | Toyota Park, Chicago, Illinois Widzów: 10 217 Sędzia: Tim Weyland |
| Andy Herron 16' · Dasan Robinson 61' | 34' Jay Heaps · 37' Avery John · 57' Shalrie Joseph | (0:0) |                        | Toyota Park, Chicago, Illinois Widzów: 10 217 Sędzia: Tim Weyland |

| 228 października 2006                                     | New England Revolution                                     | 2:1 k. 4:2                                                      | Chicago Fire   |                                                                                |
|                                                           | Taylor Twellman 41' · Pat Noonan 58'                       | (1:1, k. 4:2)                                                   | 18' Nate Jaqua | Gillette Stadium, Foxborough, Massachusetts Widzów: 9 372 Sędzia: Jair Marrufo |
| Jeff Larentowicz 10' · Daniel Hernández 14'               | 31' Gonzalo Segares · 65' Dasan Robinson · 116' Nate Jaqua | (1:1, k. 4:2)                                                   |                | Gillette Stadium, Foxborough, Massachusetts Widzów: 9 372 Sędzia: Jair Marrufo |
| · José Cancela · Matt Reis · Pat Noonan · Taylor Twellman | Rzuty karne                                                | · Thiago Corrêa · Diego Gutiérrez · Andy Herron · Iván Guerrero |                | Gillette Stadium, Foxborough, Massachusetts Widzów: 9 372 Sędzia: Jair Marrufo |

W dwumeczu padł remis 2:2. O awansie zdecydował konkurs rzutów karnych który wygrało New England Revolution wynikiem 4:2.

#### Para nr 3
| 121 października 2006                                    | Colorado Rapids | 1:2   | FC Dallas                          |                                                                                             |
|                                                          | Terry Cooke 23' | (1:1) | 15' Carlos Ruiz · 55' Abe Thompson | Sports Authority Field at Mile High, Denver, Kolorado Widzów: 4 176 Sędzia: Hilario Grajeda |
| Dan Gargan 57' · Kyle Beckerman 86' · Thiago Martins 88' | 90' Carlos Ruiz | (1:1) |                                    | Sports Authority Field at Mile High, Denver, Kolorado Widzów: 4 176 Sędzia: Hilario Grajeda |

| 228 października 2006                                                                         | FC Dallas                                                   | 2:3 k. 4:5                                                                                             | Colorado Rapids                                |                                                                       |
|                                                                                               | Carlos Ruiz 48' · Clarence Goodson 92'                      | (0:0, k. 4:5)                                                                                          | 57', 83' Nicolás Hernández · 114' Clint Mathis | Pizza Hut Park, Frisco, Teksas Widzów: 15 486 Sędzia: Abiodun Okulaja |
| Chris Gbandi 29' · Marcelo Saragosa 112'                                                      | 26' Pablo Mastroeni · 53' Chris Wingert · 101' Fabrice Noël | (0:0, k. 4:5)                                                                                          |                                                | Pizza Hut Park, Frisco, Teksas Widzów: 15 486 Sędzia: Abiodun Okulaja |
| · Carlos Ruiz · Ronnie O’Brien · Richard Mulrooney · Greg Vanney · Simo Valakari · Darío Sala | Rzuty karne                                                 | · Clint Mathis · Nicolás Hernández · Jovan Kirovski · Kyle Beckerman · Aitor Karanka · Pablo Mastroeni |                                                | Pizza Hut Park, Frisco, Teksas Widzów: 15 486 Sędzia: Abiodun Okulaja |

W dwumeczu padł remis 4:4. O awansie zdecydował konkurs rzutów karnych który wygrało Colorado Rapids wynikiem 5:4.

#### Para nr 4
| 122 października 2006 | Chivas USA                              | 2:1   | Houston Dynamo  |                                                                                      |
|                       | Ante Razov 45' · Francisco Palencia 68' | (1:0) | 75' Brian Ching | Dignity Health Sports Park, Carson, Kalifornia Widzów: 15 110 Sędzia: Jorge Gonzalez |
| Francisco Mendoza 38' | 45+1' Pat Onstad                        | (1:0) |                 | Dignity Health Sports Park, Carson, Kalifornia Widzów: 15 110 Sędzia: Jorge Gonzalez |

| 229 października 2006                  | Houston Dynamo                                                                          | 2:0   | Chivas USA |                                                                           |
|                                        | Brad Davis 64' (k) · Brian Ching 90+3'                                                  | (0:0) |            | Robertson Stadium, Houston, Teksas Widzów: 17 440 Sędzia: Michael Kennedy |
| Ricardo Clark 59' · Adrian Serioux 67' | 55' Lawson Vaughn · 57', 58' Francisco Palencia · 63' Tim Regan · 64' Juan Pablo García | (0:0) |            | Robertson Stadium, Houston, Teksas Widzów: 17 440 Sędzia: Michael Kennedy |

Dwumecz wygrało Houston Dynamo wynikiem 3:2.

### Półfinał
| 15 listopada 2006 | D.C. United    | 0:1   | New England Revolution |                                                            |
|                   |                | (0:1) | 4' Taylor Twellman     | RFK Stadium, Waszyngton Widzów: 19 552 Sędzia: Kevin Stott |
|                   | 2' Andy Dorman | (0:1) |                        | RFK Stadium, Waszyngton Widzów: 19 552 Sędzia: Kevin Stott |

| 26 listopada 2006 | Houston Dynamo                            | 3:1   | Colorado Rapids   |                                                                      |
|                   | Paul Dalglish 10', 21' · Brian Mullan 71' | (2:1) | 4' Jovan Kirovski | Robertson Stadium, Houston, Teksas Widzów: 23 107 Sędzia: Brian Hall |
| Ricardo Clark 17' | 17' Clint Mathis                          | (2:1) |                   | Robertson Stadium, Houston, Teksas Widzów: 23 107 Sędzia: Brian Hall |

### Finał
| 12 listopada 2006 | New England Revolution                                                  | 1:1 k. 3:4         | Houston Dynamo                                                              |                                                                    |
| 15:30 CST         | Taylor Twellman 113'                                                    | (0:0, 0:0, k. 3:4) | 114' Brian Ching                                                            | Pizza Hut Park, Frisco, Teksas Widzów: 22 427 Sędzia: Jair Marrufo |
| 15:30 CST         | Joe Franchino 16'                                                       | (0:0, 0:0, k. 3:4) | 23' Brad Davis · 99' Ryan Cochrane · 103' Craig Waibel                      | Pizza Hut Park, Frisco, Teksas Widzów: 22 427 Sędzia: Jair Marrufo |
| 15:30 CST         | · Shalrie Joseph · Matt Reis · Pat Noonan · Taylor Twellman · Jay Heaps | Rzuty karne        | · Kelly Gray · Stuart Holden · Dwayne De Rosario · Brad Davis · Brian Ching | Pizza Hut Park, Frisco, Teksas Widzów: 22 427 Sędzia: Jair Marrufo |